# 新亞歷山德羅夫斯克
45°30′N 41°14′E / 45.500°N 41.233°E
新亞歷山德羅夫斯克（俄语：Новоалекса́ндровск）是俄羅斯斯塔夫羅波爾邊疆區西北部的一個城市，位於區府斯塔夫羅波爾西北110公里。2002年人口27,315人。
1804年建立。1971年建市並改現名。